# Бейтус-сафа
Бейтус-сафа (азерб. Beytüs-səfa / بيت الصفاء) — азербайджанское литературное общество, основанное Алекпером Гафилом в Шемахы в 1867 году.

## История
В 1867 году поэт Алекпер Гафил подготовил комнату в своём каравансарае в Шемахы для организации литературного общества, где собрал Сеид Азима Ширвани, Мирза Насруллаха, Гафара Рагиба, Молла-ага Бихуда и Молла Махмуда Зёви. Название, которое означает «дом чистоты», кружку дал Мирза Насруллах Бахар. Обществом руководил Сеид Азим Ширвани. Он поддерживал тесные связи с «Бейтус-сафа», даже когда отправлялся в путешествия и писал им: 

Будьте вы спокойны с красотой в «Бейти-сафа», 
Сеид в этой беде, 
Сердце моё вернулось от этой разлуки, 
В душу сильнее.
Оригинальный текст (азерб.)Siz rahət olun behcət ilə «Beyti-səfa»də,
Seyyid bu bəladə,

Döndü cigərim firqətinizdən dəxi qanə, 
Yox təndə təvanə
Изначально в обществе участвовало несколько человек. Однако позже количество участников увеличилось в письмах, отправленных шамахинскими поэтами члену общества «Меджлиси-фарамушан» в Шушу Аси. «Бейтус-сафа» занимает особое положение среди литературных обществ, созданных азербайджанцами в XIX веке, причиной чему послужило руководство этим собранием Сеида Азима Ширвани, считавшегося хорошо информированным, остроумным, «мастером поэтов», действовавший на Кавказе. Когда Сеида Азима не было в Шемахы, руководство собранием пало на Молла-ага Бихуда. Как и на других литературных собраниях, здесь читались произведения поэтов Востока, анализировались их творческие особенности, изучалась история юго-восточного Южного Кавказа и Востока. Информация, собранная Ширвани об истории и азербайджанских поэтах, является продуктом периода активной деятельности кружка. Сеид Азим, хорошо знающий историю восточной литературы, логику и философию, этнографию родного края, интересовался печатью, русской литературой и культурой, имел влияние на других членов совета. Он регулярно покупал газеты «Экинчи» и «Зия», его информировали о настроениях в стране и важных международных событиях. На собраниях «Бейтус-сафа», помимо поэзии, в равной степени изучалась и музыка. Сеид Азим был одним из поэтов, глубоко знавших музыку и умевших её ценить, а также искусным музыковедом общества.

## Участники
- Сеид Азим Ширвани
- Мирза Насрулла Бахар
- Алекпер Гафил
- Гафар Рагиб
- Мухаммед Сафа
- Молла-ага Бихуд
- Агабаба Зюхури
- Молла Махмуд Зёви
- Агаали-бек Насех
- Салик
- Мирза Насруллах-бек Дидя
- Зия
- Алихейдар Фюруги
- Мухаммед Таррах
- Мирза Мухаммедхасан Фелекзаде[5]